# Parathelphusa shelfordi
Parathelphusa shelfordi is een krabbensoort uit de familie van de Gecarcinucidae. De wetenschappelijke naam van de soort is voor het eerst geldig gepubliceerd in 1901 door Nobili.